# John J. Boyle
John J. Boyle (Nueva York, 1851-Nueva York, 10 de febrero de 1917) fue un escultor estadounidense.

## Biografía
Nacido en 1851  en Nueva York,  estudió en la Academia de Bellas Artes de Pensilvania y en la Escuela de Bellas Artes de París.  Fue particularmente exitoso en el retrato de indios. 

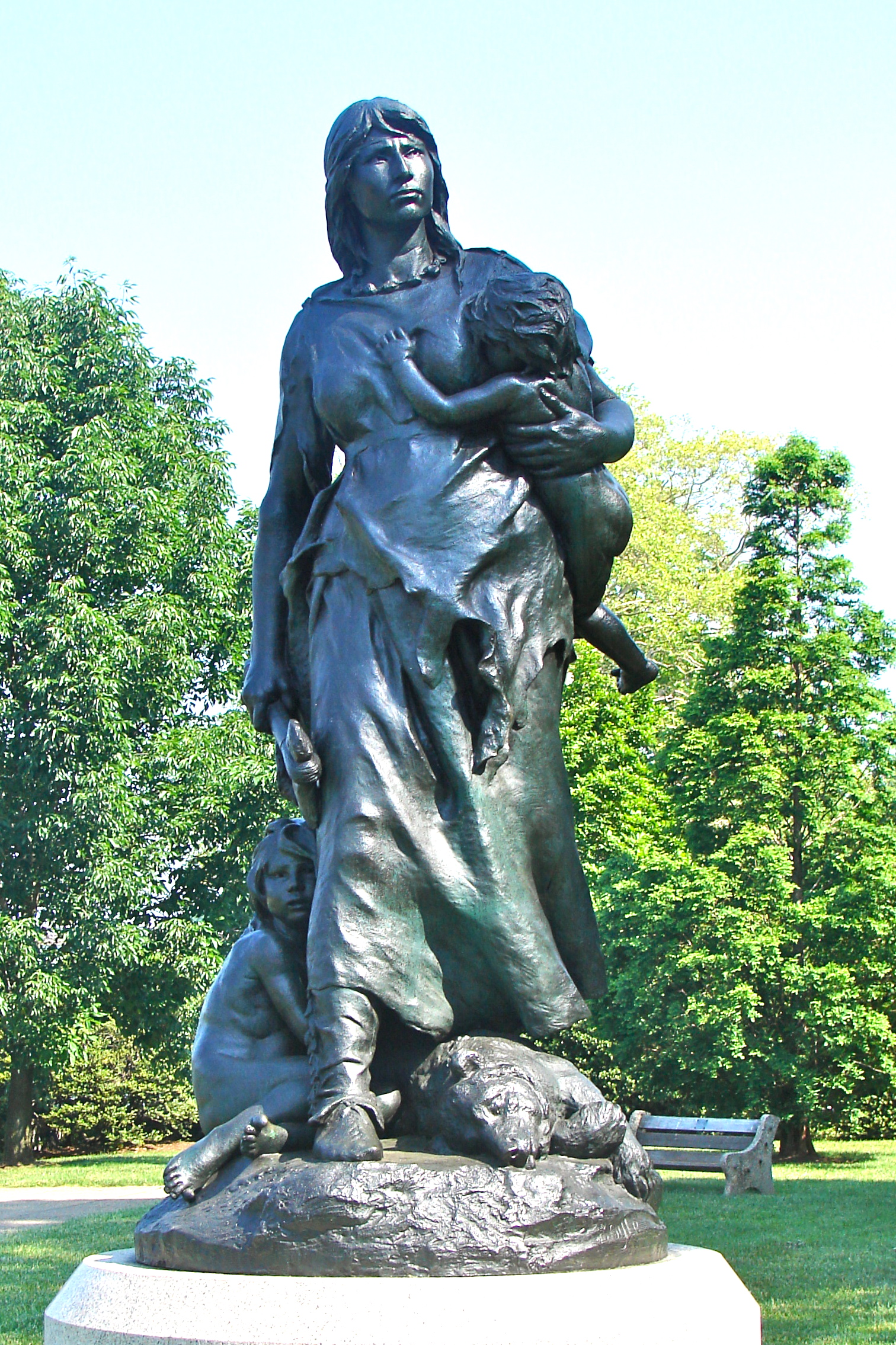
Stone Age, Fairmount Park.

Entre sus principales trabajos se encuentran: Stone Age (Fairmount Park, Philadelphia), The Alarm (Lincoln Park, Chicago) y The Savage Age (Exposición Panamericana de 1901). También fueron obras suyas una escultura de Franklin sentado en Philadephia y dos estatuas de los filósofos Bacon y Platón, en la Biblioteca del Congreso.  Su último trabajo de importancia fue una estatua de bronce del comodoro John Barry, encargada por el gobierno estadounidense e inaugurada el 17 de mayo de 1914 en Washington D. C..
Se casó en 1881 con Elizabeth Carroll, que le sobrevivió.  Fue miembro de la National Sculpture Society, la Liga de Arquitectura de Nueva York, el T-Square Club de Philadelphia, el National Arts Club y un asociado de la National Academy.  Falleció el 10 de febrero de 1917 en su domicilio del número 231 de la calle 69, al oeste de la Quinta Avenida, a causa de un ataque de pulmonía. 